# فولكيرماركت
فولكيرماركت ((بالسلوفينية: Velikovec)‏) هي بلدة يبلغ عدد سكانها حوالي 11000 نسمة في ولاية كيرنتن النمساوية ، العاصمة الإدارية لمقاطعة فولكيرماركت (Völkermarkt District). تقع في وادي درافا شرق عاصمة كيرنتن كلاغنفورت، شمال سلسلة جبال كاراوانكن (Karawanks).

## Subdivisions
بلدية فولكيرماركت تضم 26 مجتمع مساحي (Cadastral community):

## روابط خارجية
- Official site (بالألمانية)
- Pictures of Völkermarkt